# Landri Sales
Landri Sales este un oraș în Piauí (PI), Brazilia.